# Derbe buscki
Derbe buscki är en insektsart som beskrevs av Metcalf 1938. Derbe buscki ingår i släktet Derbe och familjen Derbidae. Inga underarter finns listade i Catalogue of Life.